# Kościół św. Marcina w Czarnowie
Kościół Świętego Marcina w Czarnowie – zabytkowy, rzymskokatolicki kościół parafialny znajdujący się w województwie kujawsko-pomorskim, w powiecie toruńskim, w gminie Zławieś Wielka, należący do parafii pod tym samym wezwaniem (dekanat Bierzgłowo diecezji toruńskiej).

## Historia
Jest to świątynia gotycka wzniesiona w 4 ćwierci XIII wieku. Pierwsze wzmianki o kościele pochodzą z 1445 roku. Odnowiony w 1498 roku, dzięki staraniom mieszczanina toruńskiego Jana Heitmana. W XVII wieku do kościoła dobudowano zakrystię. Na początku XVIII wieku przy kościele postawiono dzwonnicę, jej fundatorem był kanonik chełmiński Sebastian Gierłowski. W 1927 roku w kościele wykonano kasetonowy strop.

## Architektura i wyposażenie
Budowla jest ceglana, jednonawowa, z prezbiterium zamkniętym ścianą prostą. Przy prezbiterium znajduje się murowana, otynkowana zakrystia, przy niej kruchta postawiona w konstrukcji szachulcowej. Do kruchty dostawiona jest dzwonnica, drewniana o konstrukcji słupowo-ramowej, postawiona na planie kwadratu. Dach kościoła jest dwuspadowy nad nawą i prezbiterium, namiotowy na dzwonnicy i pulpitowy na zakrystii.
Elewacja frontowa jednoosiowa zamknięta trójkątnym szczytem, Elewacje nawy i prezbiterium oskarpowane.
Wewnątrz prezbiterium nakrywa sklepienie kolebkowe, nawa nakryta jest stropem kasetonowym, w zakrystii dwa przęsła nakryte są sklepieniem krzyżowym. Tęcza o wykroju łuku ostrego. 
Wyposażenie w stylu barokowym pochodzi z XVIII wieku, najstarsza płyta nagrobna powstała w 1535 roku.

## Galeria zdjęć

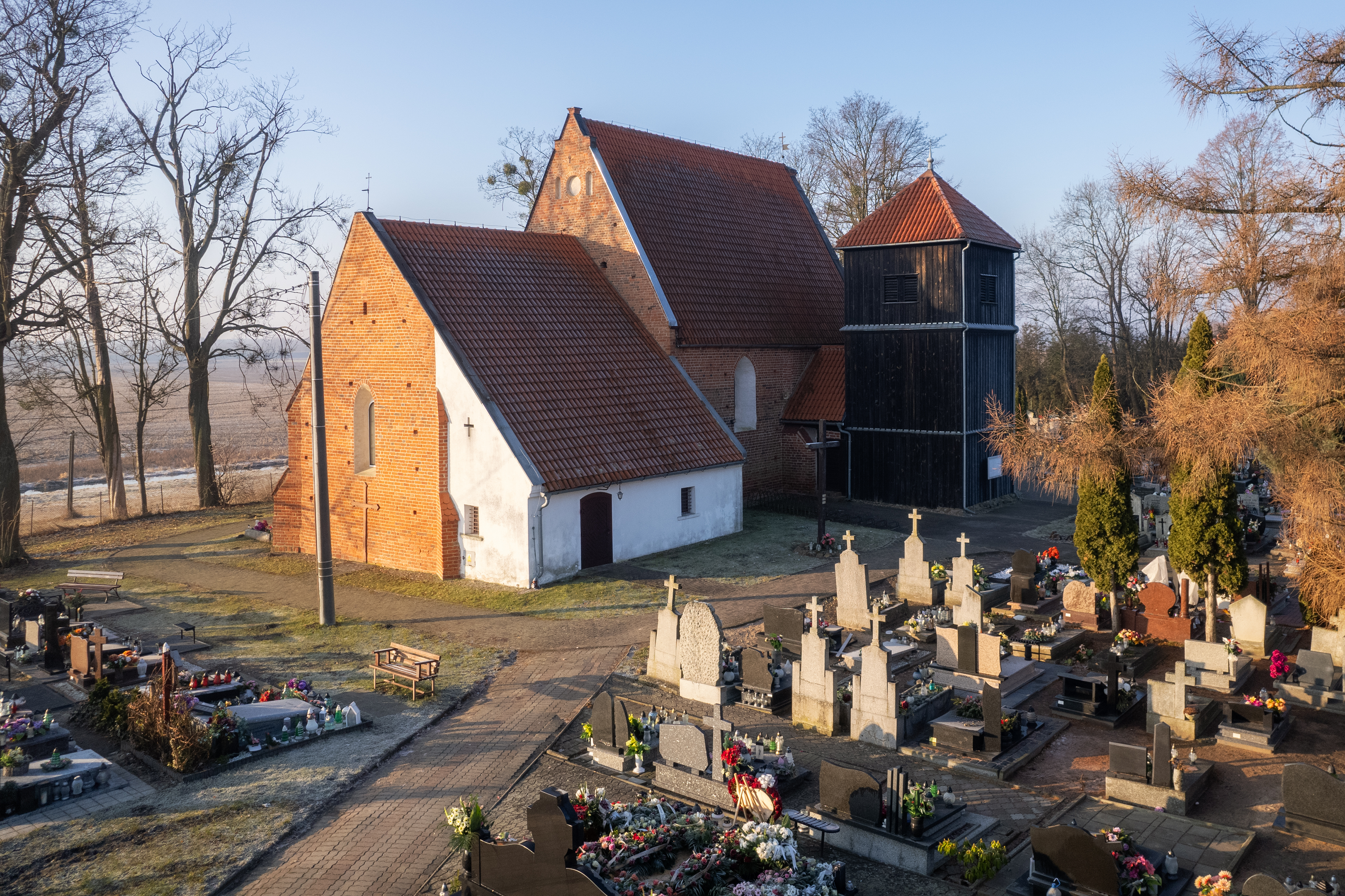
Widok z lotu ptaka od strony północno-wschodniej
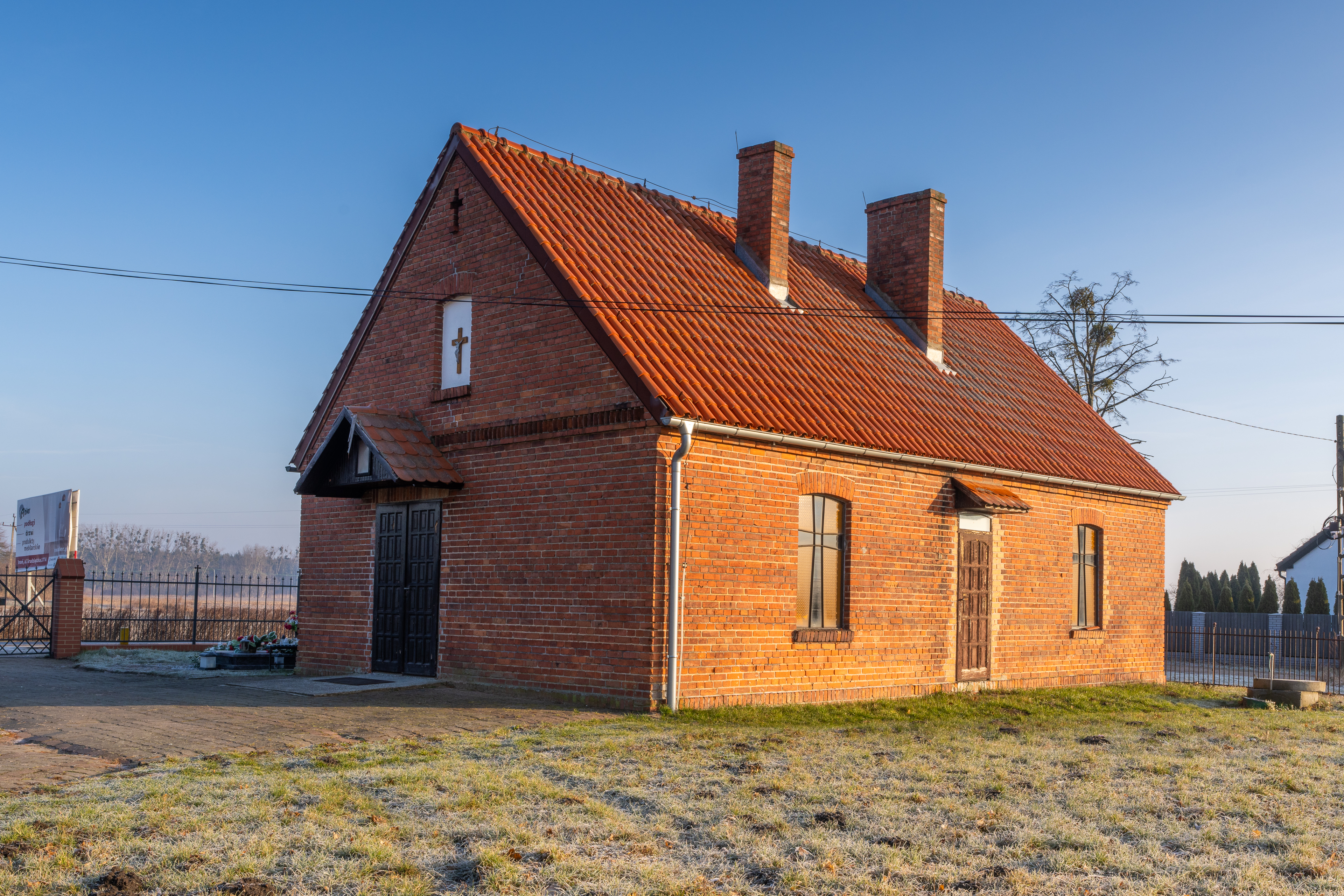
Kaplica cmentarna
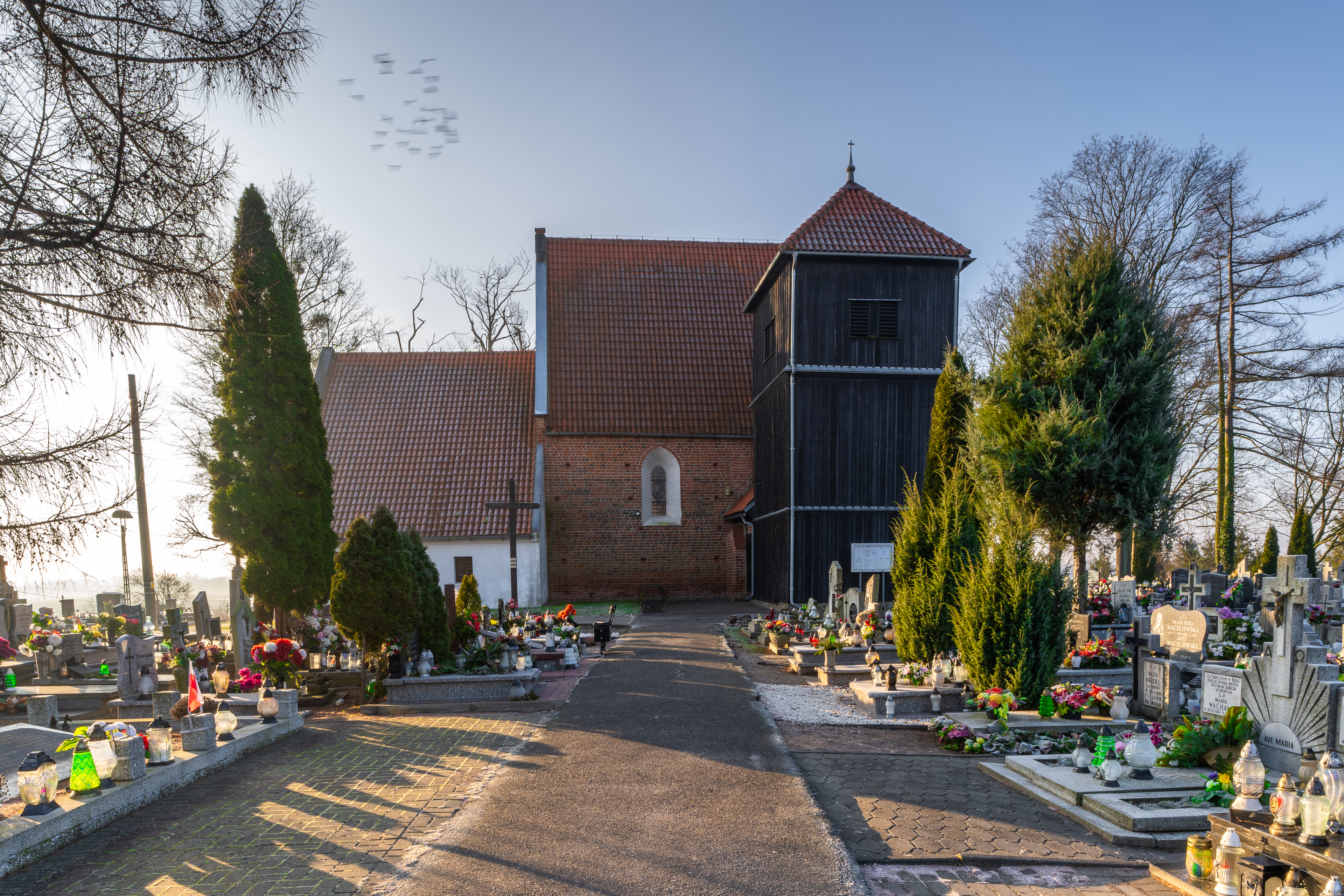
Widok od strony północnej
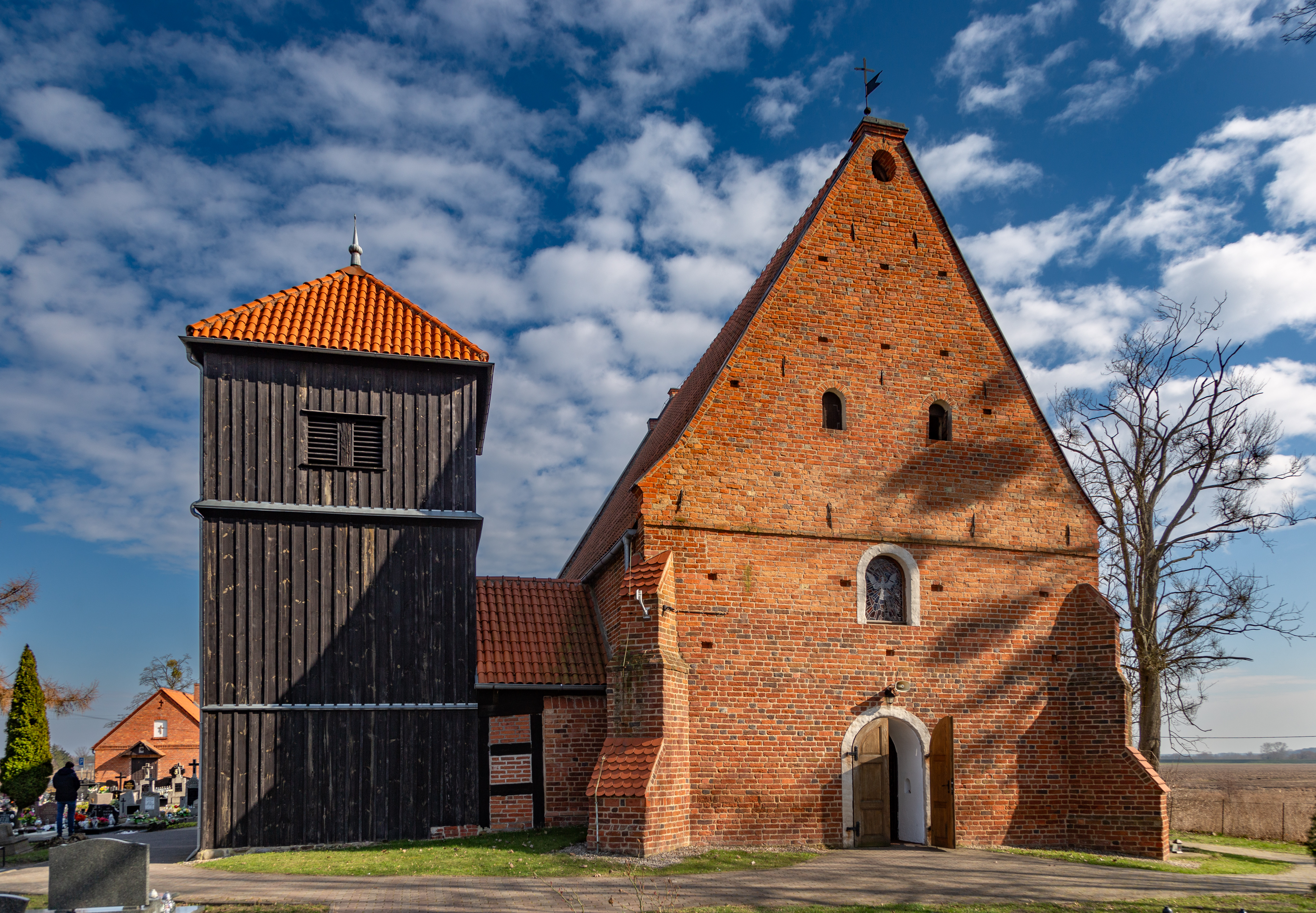
Widok od strony zachodniej
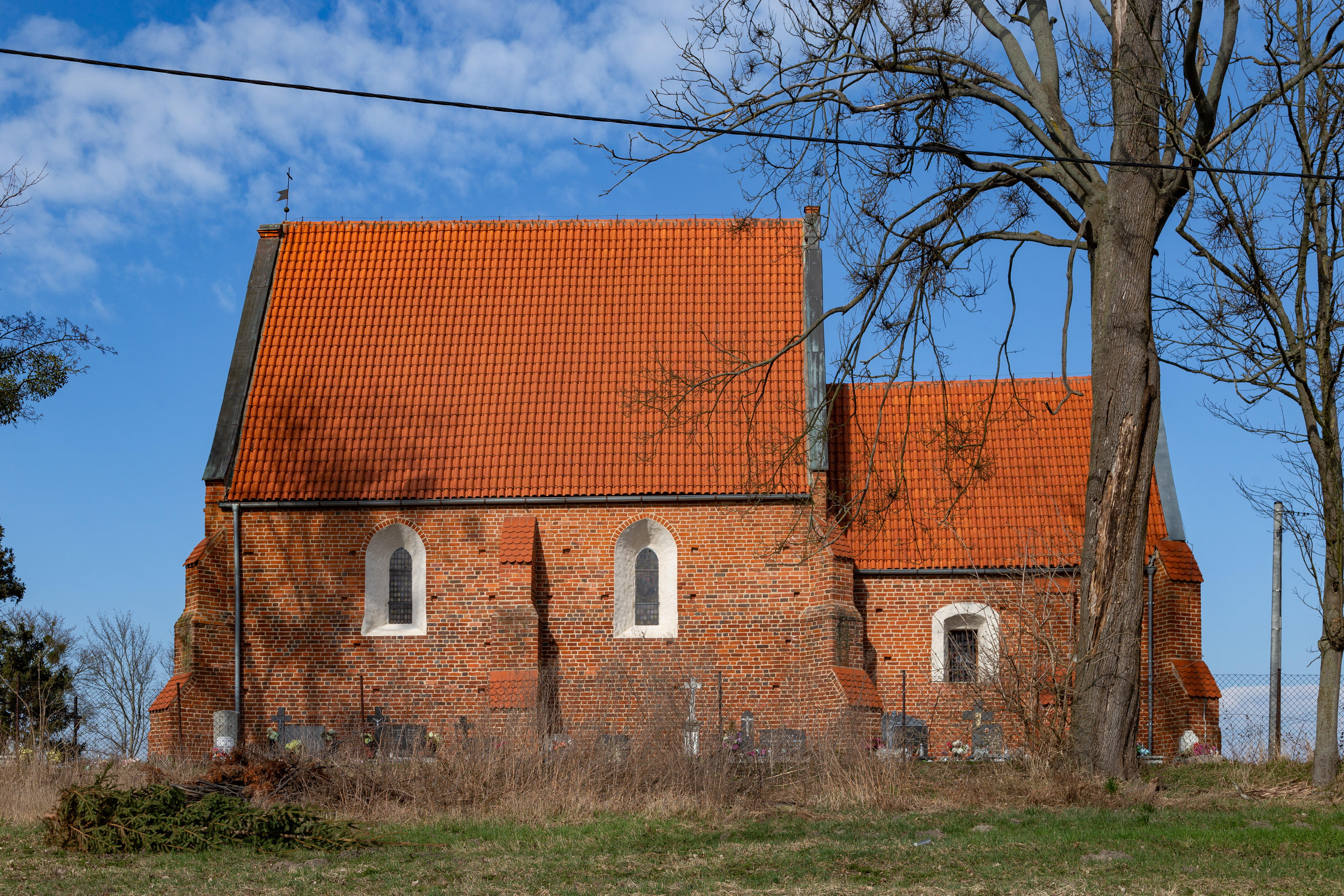
Widok od strony południowej
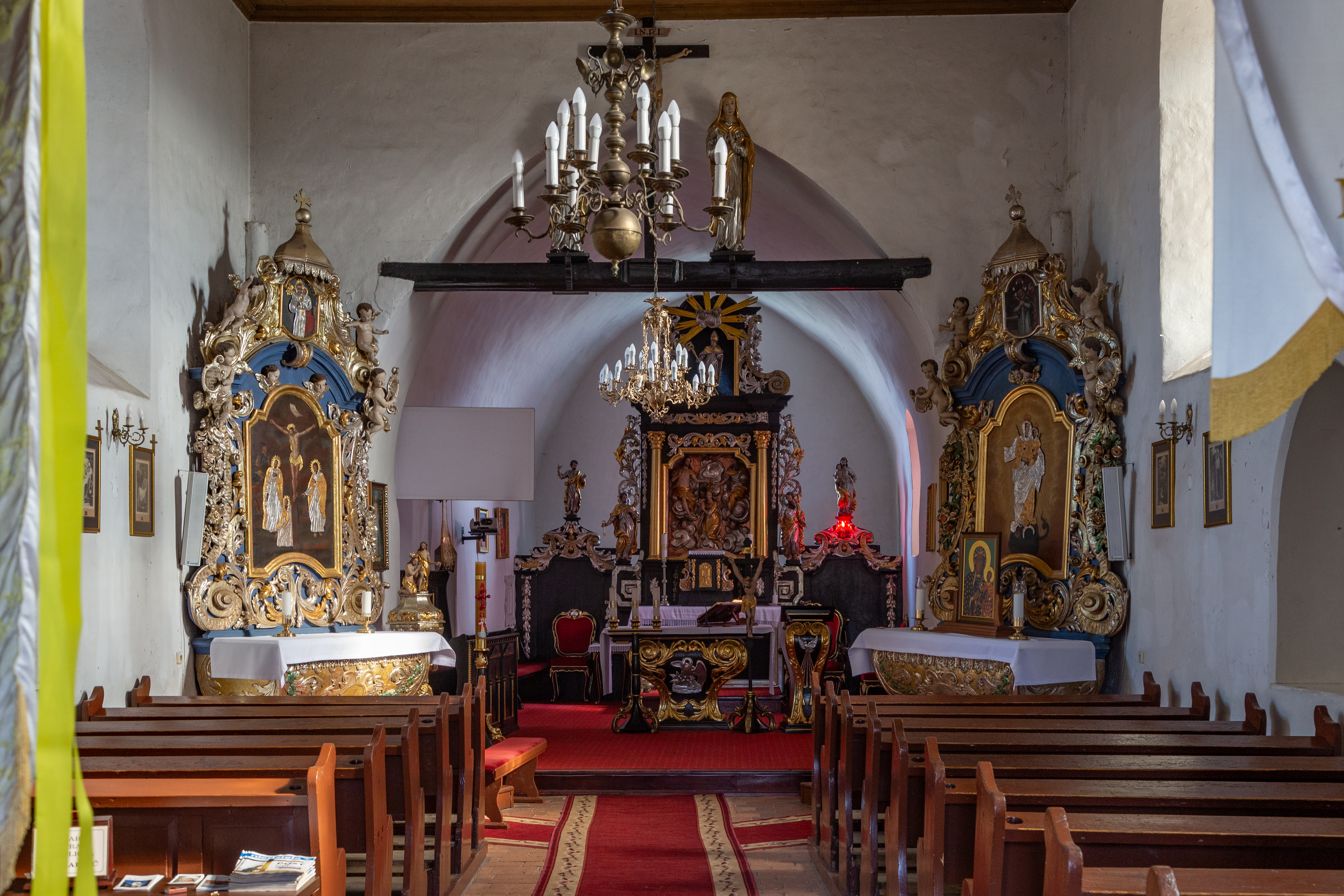
Wnętrze